# Knoop Gala
Knoop Gala is een Nederlands televisieprogramma van omroep NTR dat uitgezonden werd van 2009 tot 2013 door Nederland 1 en later sinds 2014 door NPO 1. Het programma staat in het teken van muziek en is een initiatief van Fonds verstandelijk gehandicapten, HandicapNL en programma Knoop in je Zakdoek. De presentatie van het programma was in handen van Paul de Leeuw.
In het programma zongen artiesten met een verstandelijke beperking samen met hun favoriete bekende zanger(s) een lied of bespeelden een instrument waarbij de bekende zanger zong. De eerste aflevering werd uitgezonden op 23 december 2009. In totaal zijn er negen afleveringen verschenen.
In december 2022 werd het programma opgevolgd met het programma Knoop & De Leeuw.

## Afleveringsoverzicht
| Nr | Uitzenddatum     | Presentator   | Locatie                  | Zender      | Kijkcijfers |
| -- | ---------------- | ------------- | ------------------------ | ----------- | ----------- |
| 1  | 23 december 2009 | Paul de Leeuw | Koninklijk Theater Carré | Nederland 1 | 1.225.000   |
| 2  | 21 december 2011 | Paul de Leeuw | DeLaMar                  | Nederland 1 | 1.127.000   |
| 3  | 25 december 2013 | Paul de Leeuw | Circustheater            | Nederland 1 | 970.000     |
| 4  | 30 december 2014 | Paul de Leeuw | Koninklijk Theater Carré | NPO 1       | 983.000     |
| 5  | 23 december 2015 | Paul de Leeuw | Koninklijk Theater Carré | NPO 1       | 989.000     |
| 6  | 27 december 2016 | Paul de Leeuw | Koninklijk Theater Carré | NPO 1       | 833.000     |
| 7  | 21 december 2017 | Paul de Leeuw | Koninklijk Theater Carré | NPO 1       | 1.048.000   |
| 8  | 22 december 2018 | Paul de Leeuw | Koninklijk Theater Carré | NPO 1       | 854.000     |
| 9  | 22 december 2020 | Paul de Leeuw | Koninklijk Theater Carré | NPO 1       | 783.000     |

## Kandidatenoverzicht

### 2009
| Kandidaat                   | Artiest                 | Lied                       |
| --------------------------- | ----------------------- | -------------------------- |
| Nils Moor                   | Slagerij van Kampen     | Jan Klaasen                |
| Johan Boekhout              | Cor Bakker              | Recipe for love            |
| Pim Avondrood               | Francis van Broekhuizen | Tonight                    |
| Joey van Helden             | Rowwen Hèze             | Eén nacht alleen           |
| Isabelle Schreuder          | Pia Douwes              | Zing, vecht, huil, bid...  |
| Harm Petter & Dennis Bekker | Nick & Simon            | De winnaar krijgt de macht |
| Jessica van Berkel          | Xander de Buisonjé      | Knipperlicht               |
| Mike Walker                 | Harry Sacksioni         | So lonely                  |
| Alle deelnemers             | Paul de Leeuw           | Tranen van geluk           |

### 2011
| Kandidaat              | Artiest                      | Lied                                   |
| ---------------------- | ---------------------------- | -------------------------------------- |
| Rob van der Lee        | Rob de Nijs                  | Everybody needs somebody to love       |
| Sharon Peeters         | Jim Bakkum                   | Sacrifice                              |
| William Kamsteeg       | Do                           | Hij gelooft in mij                     |
| Sean                   | Yes-R                        | Ik kan niet zonder jou                 |
| Robert en Bibi         | Anita Meyer en Paul de Leeuw | Lucky                                  |
| Marchel van der Linden | Miss Monica                  | Knoop music mix                        |
| Mattijs Hazewinkel     | Van Dik Hout                 | Pijn                                   |
| Henk Credoe            | Frans Bauer                  | Hopeloos verliefd Heb je even voor mij |

### 2013
| Kandidaat               | Artiest             | Lied                    |
| ----------------------- | ------------------- | ----------------------- |
| Daan Kettelarij         | Roel van Velzen     | Baby get higher         |
| Sharon Peeters          | Jim Bakkum          | Sacrifice               |
| Ron Gloudemans          | Claudia de Breij    | Mag ik dan bij jou      |
| Rapattack               | Glennis Grace       | Empire state of mind    |
| Peetjie Engels          | n.v.t.              | Klassieke medley        |
| Harm de Ruiter          | Jeroen van der Boom | Je bent zo              |
| Mijke van de Molengraft | Chantal Janzen      | Meisje en het beest     |
| Danny Smoorenburg       | K3                  | Fiësta op Ibiza Mama sé |

### 2014
| Kandidaat           | Artiest       | Lied                   |
| ------------------- | ------------- | ---------------------- |
| Manfred Koller      | Nielson       | Beauty & The Brains    |
| Jurgen Nijenbanning | Giovanca      | Sous le ciel de Paris  |
| Mylène van den Berg | Frans Duijts  | Lach en leef je dromen |
| Sidika              | Wibi Soerjadi | Amor & Psyche          |
| John Nijland        | Douwe Bob     | You don’t have to stay |
| Ramon Ralf          | Guus Meeuwis  | Geef mij je angst      |
| Petra Tanis         | Chef'Special  | In your arms           |

### 2015
| Kandidaat            | Artiest          | Lied              |
| -------------------- | ---------------- | ----------------- |
| Huub Sijmons         | George Baker     | Una Paloma blanca |
| Francesca Schouten   | Shirma Rouse     | Valerie           |
| Jonathan Hooft       | Willeke Alberti  | Samen zijn        |
| Stijn Quist          | Kenny B          | Parijs            |
| Jeroen Aarts         | Gers Pardoel     | Ik neem je mee    |
| Rob Penders          | Metropole Orkest | Voel wat ik voel  |
| Shelly Lehmann       | Gerard Joling    | Echte vrienden    |
| Wimpie & de Domino's | Paul de Leeuw    | Vlieg met me mee  |

### 2016
| Kandidaat             | Artiest               | Lied                           |
| --------------------- | --------------------- | ------------------------------ |
| Michiél de Leest      | Frans Bauer           | Frans Bauer medley             |
| Tobias Rabelink       | Tim Knol              | De zuigwagen blues             |
| Sharon Snel           | Kim-Lian van der Meij | Let it go                      |
| Wimpie en de Domino's | Ronnie Flex           | Drank en drugs                 |
| Walter Beelt          | Simone Kleinsma       | Omarm me                       |
| Michael Keizer        | Heidi und die Heino's | Schlager medley                |
| Joyce Sluik           | Jamai                 | Uit m'n bol                    |
| Timon Bout            | Diggy Dex & JW Roy    | Treur niet (Ode aan het leven) |

### 2017
| Kandidaat             | Artiest            | Lied                                                       |
| --------------------- | ------------------ | ---------------------------------------------------------- |
| Shirley Vermeer       | n.v.t.             | Oorlog in mijn koppie (zelf geschreven nummer van Vermeer) |
| Remo Schouten         | Wolter Kroes       | Viva Knoop Gala                                            |
| Paul Horselenberg     | Angela Groothuizen | Kerst medley                                               |
| Alle deelnemers       | Paul de Leeuw      | Vlieg met me mee naar de regenboog                         |
| Roos Nieuwenhuijs     | K3                 | K3 medley                                                  |
| Willemina van den Top | Brigitte Kaandorp  | Leven zonder angst                                         |
| Total Loss            | Maan               | Paardengek                                                 |
| Mingus Cox            | Racoon             | No Mercy                                                   |

### 2018
| Kandidaat               | Artiest             | Lied                    |
| ----------------------- | ------------------- | ----------------------- |
| Marije Walthaus         | Nick & Simon        | Medley                  |
| Dieke Branderhorst      | Boef                | Habiba                  |
| Diverse zangers         | Alkmaars PrachtKoor | Iedereen is anders      |
| Rico Alberts            | OG3NE               | Where are you Christmas |
| Yannick Game            | Trijntje Oosterhuis | Wereld zonder jou       |
| Yannic, John en Shalien | Roxeanne Hazes      | Dromen                  |
| Janfrans                | Broederliefde       | Jungle                  |

### 2020
| Kandidaat         | Artiest                 | Lied                   |
| ----------------- | ----------------------- | ---------------------- |
| Cheyenne Lankhaar | Maan                    | Ze huilt maar ze lacht |
|                   | Nick & Simon            |                        |
| Beer ten Cate     | Gordon                  | Ik hou van jou         |
|                   | Tino Martin             |                        |
| Petrus de Graaf   | Francis van Broekhuizen | Climb Every Mountain   |
|                   | Clouseau                |                        |
|                   | Bizzey                  |                        |

## Op weg naar het Knoop Gala
In 2013 kwam een spin-off van het programma onder de naam Op weg naar het Knoop Gala hierin volgde presentator Paul de Leeuw, die tevens het Knoop Gala zelf presenteert, de zeven muzikale artiesten met een verstandelijke beperking. Elke aflevering probeert De Leeuw op zijn eigen wijze het beste uit de kandidaten naar boven te halen en eindigt elke aflevering met een grote verrassing: een ontmoeting met een nationaal bekende artiest in de muziek. Na deze ontmoeting wordt bekendgemaakt dat de kandidaat en de artiest samen gaan optreden bij het Knoop Gala. Het eerste seizoen werd uitgezonden van 16 december 2013 tot 25 december 2013 en bestond uit zeven afleveringen. In 2017 keerde het programma terug met een enkele aflevering.

## Trivia
- Door de coronapandemie ging het Knoop Gala eind 2021 niet door. In plaats daarvan maakte presentator De Leeuw een speciale aflevering van zijn programma Busje komt zo en zond deze uit onder de naam Knoop busje komt zo.[7]